# Kampol Pathom-attakul
Kampol Pathom-attakul (tiếng Thái: กัมพล ปฐมอรรฆย์กุล, sinh ngày 27 tháng 7 năm 1992), còn được biết với tên đơn giản Ice (tiếng Thái: ไอซ์), là một cầu thủ bóng đá từ Thái Lan. Hiện tại anh thi đấu cho Muangthong United ở Giải bóng đá Ngoại hạng Thái Lan.

## Sự nghiệp câu lạc bộ
Anh ra mắt cho Muangthong United trước Buriram United với tư cách dự bị.